# Habib (nom)
Habib o, amb l'article inicial, al-Habib és un nom masculí àrab (àrab: حبيب, Ḥabīb o الحبيب, al-Ḥabīb) que literalment significa ‘estimat’, ‘amic’ o ‘l'estimat’, ‘l'amic’, amb l'article inicial. Si bé Habib o al-Habib és la transcripció normativa en català del nom en àrab clàssic, també se'ls pot trobar transcrits al-Habib', Habeeb.
Combinat amb la paraula «Déu», Habib-Al·lah (àrab: حبيب الله, Ḥabīb Allāh, ‘estimat de Déu’), és un nom teòfor emprat per diversos musulmans. Habib-Al·lah també es pot trobar transcrit Habibullah, Habibulah, Habibula, Habeebullah...
Ambdós noms, Habib i Habib-Al·lah també els duen musulmans no arabòfons que els han adaptat a les característiques fòniques i gràfiques de la seva llengua: català medieval: Habib; indonesi: Habib; malai: Habib; turc: Habib; uzbek: Habib.
La forma femenina del nom és Habiba.
Vegeu aquí personatges i llocs que duen el nom Habib.
Vegeu aquí personatges i llocs que duen el nom Habib-Al·lah.